# 圣儒斯定主教座堂 (苏萨)

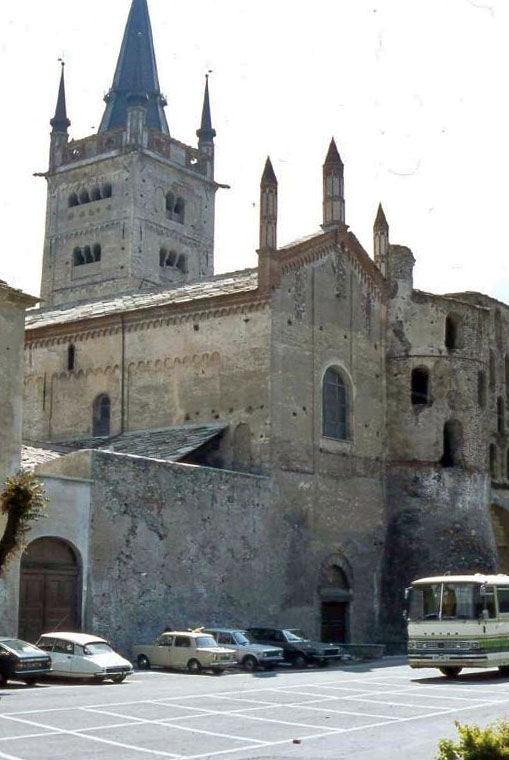
圣儒斯定主教座堂

圣儒斯定主教座堂（義大利語：Cattedrale di San Giusto）是天主教苏萨教区的主教座堂，位于意大利西北部皮埃蒙特大区都灵广域市苏萨。主保圣人是圣儒斯定。
该堂原为本笃会圣儒斯定修道院教堂，1029年兴建，以容纳新发现的圣儒斯定圣髑。1772年苏萨教区成立，以该堂为主教座堂。 
该堂为罗曼式建筑。 